# Plectrophenax
Plectrophenax és un gènere d'ocells de la família dels calcàrids (Calcariidae). Agrupa dues espècies típiques de les zones àrtiques d'Alaska, nord d'Amèrica, Europa i Sibèria.

## Descripció
Són ocells que mengen llavors que es reprodueixen a l'Àrtic més septentrional, amb un bec cònic i plomatge molt blanc, especialment en els mascles adults. Nien a les escletxes de les roques. Com era d'esperar, ambdues espècies són altament migratòries, hivernant en zones més temperades.
Els plomatges són semblants, però el sit de McKay té el plomatge més blanc i menys negre, sobretot a les ales i la cua. Els mascles reproductors adults d'ambdues espècies són principalment blancs amb contrast de negre com a mínim a les ales, però són més apagats a l'hivern. Les femelles tenen el plomatge blanc i marró. Els reclams d'ambdues espècies són idèntics.

## Taxonomia
El gènere Plectrophenax va ser introduït l'any 1882 pel zoòleg noruec Leonhard Stejneger amb el sit blanc com a espècie tipus.[1] El nom combina el grec antic “plēktron” que significa “esperó de gall” amb «phenax» que significa “impostor”.
Segons la Classificació del Congrés Ornitològic Internacional (versió 14.2, 2024) aquest gènere està format per dues espècies que podrien ser coespecífiques:
- Plectrophenax nivalis - Sit blanc.
- Plectrophenax hyperboreus - sit de McKay